# بیلی برن (بازیکن فوتبال)
بیلی برن (انگلیسی: Billy Byrne; ۲۲ اکتبر ۱۹۱۸ – ۲۰۰۱ (۸۲−۸۳ سال)) بازیکن فوتبال اهل بریتانیا بود.
از باشگاه‌هایی که در آن بازی کرده‌است می‌توان به باشگاه فوتبال کرو آلکساندرا، باشگاه فوتبال پورت ویل، و باشگاه فوتبال استافورد رانجرز اشاره کرد.